# Луїс Раймонд
Луїс Раймонд (англ. Louis Bosman Raymond; нар. 1895 — пом. 30 січня 1962) — південно-африканський тенісист, Олімпійський чемпіон (1920).

## Біографія
Народився у 1895 році в Мале на Мальдівах.
На VI літніх Олімпійських іграх 1920 року в Антверпені (Бельгія) брав участь у тенісному турнірі. В одиночному розряді печергово переміг М. ван ден Бемдена (Бельгія), Ж. Бруньйона (Франція), С. Мальмстрема (Швеція), Н. Торнбула (Велика Британія). У фінальному двобої з рахунком 3:1 переміг японця Ічія Кумаге, завоювавши золоту Олімпійську медаль. У парному розряді в дуеті з Браяном Нортоном дісталися чвертьфіналу, де поступились японському дуету з рахунком 3:1.
На VII літніх Олімпійських іграх 1924 року в Парижі (Франція) брав участь у тенісному турнірі в одиночному розряді, проте вибув у першому ж колі, поступившись австралійцеві Джиму Віларду з рахунком 3:2.
У книзі Вільяма Тілдена «Мистецтво лаун-тенісу» Раймонд описується як «працелюбний і гідний гравець» і такий, що «досягає успіхів своєю працею, а не природним талантом».
Помер 30 січня 1962 року в місті Йоганнесбург, провінція Гаутенг.